# Нигринова, Вела
Вела Нигринова (настоящие имя и фамилия — Августа Нигринова) (словен. Vela Nigrin; 14 ноября (н.с. 30 ноября) 1862, Любляна — 31 декабря 1908, Белград) — выдающаяся сербская драматическая актриса словенского происхождения.

## Биография

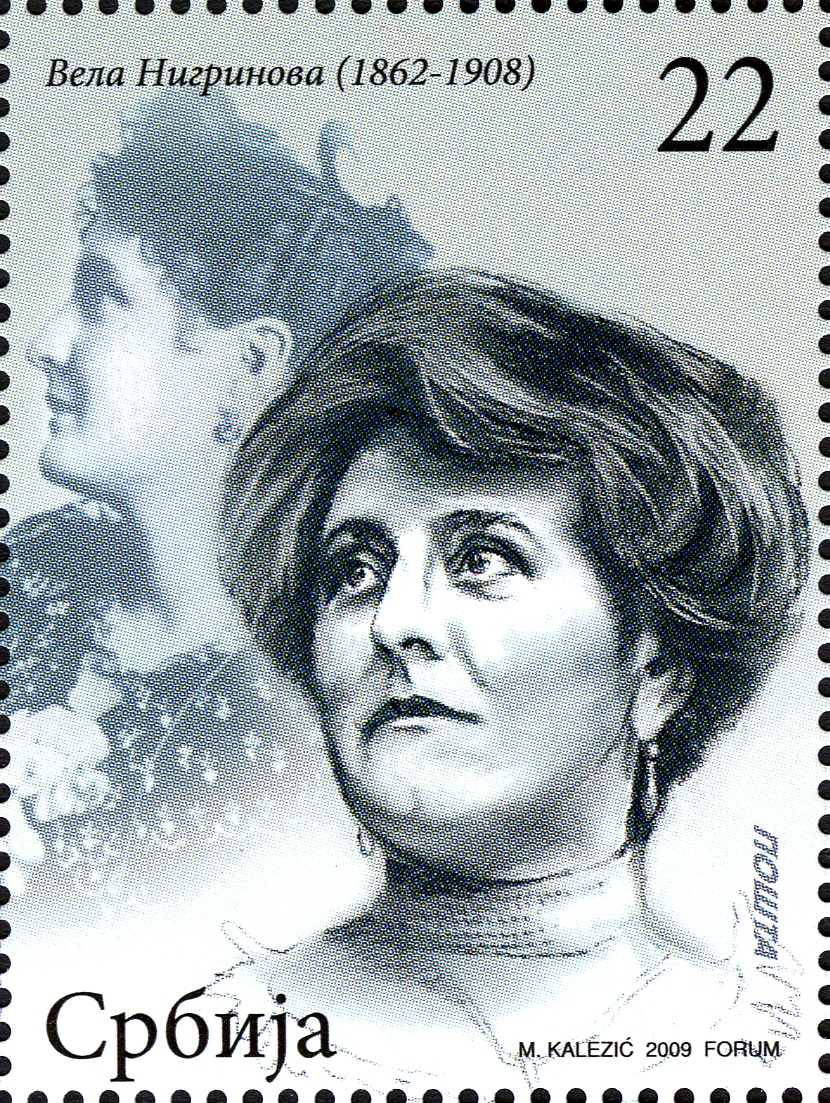
Вела Нигринова на почтовой марке Сербии. 2009 г.

Родилась в семье железнодорожного чиновника. Впервые выступила в спектакле Драматического общества в возрасте 13 лет в апреле 1876 года. С 1882 играла на сцене Национального сербского театра, где работала до конца жизни. Вскоре стала одной из ведущих артистов театра. Много гастролировала, выступала в театрах Праги, Софии, Любляны, Загреба, городов Хорватии.
Во время сербско-болгарской войны 1885 года, работала в качестве добровольца медсестрой, шила одежду для сербских солдат и раненых.
Умерла в возрасте 45 лет. Была похоронена в столице Сербии при большом стечении народа.

## Творчество
Расцвет сценического таланта Велы Нигриновой пришёлся на конец XIX — начало XX веков и оказал сильное влияние на целую историческую эпоху искусства Сербии.
Вела Нигринова занимает одно из ведущих мест в истории сербского театра. Публика Белграда называла её сербской Сарой Бернар. Была кумиром театральной общественности конца XIX века, благодаря не только женственности и обаянию, но и внутренней силе, внешности и сильному, хорошо поставленному голосу. Среди сыгранных ею ролей: Джульетта, Офелия, Нора, Мария Стюарт, Мона Ване, Дебора (о. п. Мозенталя), Эсмеральда («Собор Парижской богоматери» по Гюго), Эболи («Дон Карлос»), Деспа («Неманя» Цветич), Маргарита Готье («Дама с камелиями» Дюма-сына), Магда («Родина» Зудермана), Анна Каренина (о. п. по Толстому) и многие другие.